# Villy Buhl
Villy (Willy) Louis Jens Christian Buhl (10. oktober 1885 i København – 14. juli 1918 i København) var en dansk intendant, militærflyver  og atlet som var medlem i Viborg FF (-1910), KB (1912) og Københavns IF (1913-1918).
Buhl vandt det danske mesterskab på 110 meter hæk 1912 og 1913.

## Danske mesterskaber
- Guld 1913 110 meter hæk 17.2
- Sølv 1913 100 meter 11.2
- Guld 1913 4 x 100 meter 46.4
- Guld 1912 110 meter hæk 17.2
- Sølv 1912 100 meter
- Bronze 1912 Længdespring 6,31
- Sølv 1911 100 meter
- Sølv 1911 Højdespring 1,67
- Sølv 1910 Længdespring 5,99
- Bronze 1910 100 meter
- Bronze 1910 Højdespring 1,64